# Finlândia nos Jogos Olímpicos de Verão de 1936
A Finlândia participou dos Jogos Olímpicos de Verão de 1936 em Berlim, na Alemanha.